# Santa Maria dell’Idria (Lecce)
A Santa Maria dell’Idria egy templom Lecce történelmi központjában.

## Leírása
A templomot a minoriták építtették a 17. század második felében a városfalakon kívül, a Porta Rudiae közelében. A barokk stílusú templom homlokzatát Assisi Szent Ferenc, Páduai Szent Antal, Assisi Szent Klára és Szent Irén szobrai díszítik. A timpanont Szent Onofrius szobra díszíti. A templom belsője latin kereszt alaprajzú, két oldalkápolnával. A szentélyt Oronzo Tiso festménye díszíti, amely Páli Szent Vincét ábrázolja.